# 여연희
여연희 (1992년 9월 21일 ~ )는 대한민국의 모델이다.

## 학력
- 서일정보산업고등학교
- 서울종합예술학교 패션모델예술학부

## 수상
- 2012년 《도전! 수퍼모델 코리아 시즌 3》 3위
- 2014년 <제 9회 아시아모델상 시상식 패션모델상>

## 출연 작품

### 예능
- 2012년 온 스타일 《도전! 수퍼모델 코리아 시즌 3》
- 2014년 TRENDY <오늘 밤 어때?>
- 2016년 MBC 《마이 리틀 텔레비전》
- 2020년 웹예능 멋동산

## 드라마
- 2022년 웹드라마 '라스트택시' - 연희 役

## 뮤직비디오
- 2013년 백퍼센트(100%) - Want U Back
- 2014년 에픽하이 - BORN HATER
- 2015년 Zion.T - 꺼내 먹어요
- 2016년 기리보이 - Hogu(호구)
- 2017년 Jay Park & DOK2 - 네가 싫어하는 노래

## 영화
- 2021년 <더 사일런스 비트윈> - 정육식당 사장 진희 役

## 광고
- 2012년 MAKE UP FOEVER
- 2016년~2018년 Chap Stick(챕스틱)
- 2016년 샤넬 크루즈 신세계팝업스토어 티징
- 2017년 PUMA - 모델 여연희의 이야기
- 2017년 New balance
- 2017년~2018년 팬텀 골프웨어
- 2018년 Samsung 인덕션
- 2018년 디스커버리 익스페디션
- 2021년 Samsung BESPOKE Z
- 2021년 아이디룩몰(IDLOOK mall) with 김영대
- 2021년 LF GOLF 더블플래그

## 매거진
- 2018.11 W Korea
- 2017.08 Vogue Korea
- 2017.08 W Korea
- 2017.07 NYLON Korea
- 2017.07 W Korea
- 2017.06 CéCi Korea
- 2017.04 CéCi Korea
- 2016.09 W Korea
- 2016.09 singles
- 2016.09 COSMOPOLITAN KOREA
- 2016.05 Allure Korea
- 2016.03 singles
- 2016.03 Marie Claire Korea
- 2016.03 Grazia Korea
- 2016.02 sure
- 2015 Vogue Korea
- 2015 sure

## 패션쇼
- Kwak Hyun Joo, Lucky Chouette, Nohke, PushButton, Enzuvan, Gaze De Lin, Rocket X Lunch, Supercomma B, Suuwu, Wnderkammer, Yohanix, BeetleBeetle, Andyanddebb, Charm`s , Jarret,  Nasty Habit, Youser, J Apostrophe, Obzee